# Dracó I
Dracó (en llatí Dracon, en grec Δράκων) fou el divuitè descendent d'Asclepi que va viure entre el segle v aC i el segle iv aC. Era fill del famós metge Hipòcrates, germà de Tèssal i pare d'Hipòcrates IV, segons diuen Joan Tzetzes i Suides. Galè diu que alguns escrits del seu pare foren atribuïts a Dracó erròniament.